# Georgi Semjonowitsch Schilin
Georgi Semjonowitsch Schilin (russisch Георгий Семёнович Жилин, ukrainisch Георгій Семенович Жилін, Heorhij Semenowytsch Schylin; * 18. August 1925 in Kiew; † 12. September 1997 ebenda) war ein sowjetischer Ruderer, der zwei olympische Medaillen gewann.
Schilin ruderte während seiner gesamten internationalen Karriere gemeinsam mit dem rund 5 Jahre jüngeren Igor Jemtschuk, der ebenfalls aus Kiew stammte. Zunächst starteten sie regelmäßig im Doppelzweier und gewannen bei den Olympischen Sommerspielen 1952 in Helsinki die Silbermedaille in dieser Bootsklasse hinter der siegreichen Paarung mit Tranquilo Cappozzo und Eduardo Guerrero aus Argentinien. Bei den Ruder-Europameisterschaften zwei Jahre später in Amsterdam erruderten Schilin und Jemtschuk die Bronzemedaille. Im Jahr 1955 gewannen sie im belgischen Gent den EM-Titel im Doppelzweier.
Im olympischen Jahr 1956 wurden Schilin und Jemtschuk zwar erneut sowjetischer Meister im Doppelzweier, wurden aber nicht in dieser Bootsklasse zu den Spielen entsandt. Stattdessen ruderten Juri Tjukalow und Alexander Berkutow im geskullten Zweier und gewannen überlegen die olympische Goldmedaille. Schilin und Jemtschuk stiegen in den Riemenbereich um und konnten im Zweier mit Steuermann an den Olympischen Sommerspielen in Melbourne teilnehmen. Das Boot wurde von Steuermann Wladimir Petrow gelenkt und gewann die olympische Bronzemedaille hinter den Mannschaften der USA und Deutschland. Im nacholympischen Jahr gewann das Trio die Silbermedaille in derselben Bootsklasse bei den Ruder-Europameisterschaften 1957 in Duisburg. Schilin und Jemtschuk traten danach nicht mehr international als Ruderer in Erscheinung.
Bei den Sowjetischen Rudermeisterschaften gewannen Schilin und Jemtschuk in den Jahren 1952 bis 1956 Titel im Doppelzweier, und von 1957 bis 1959 im Zweier mit Steuermann. Im Jahr 1952 wurden beide mit der Auszeichnung Verdienter Meister des Sports der UdSSR ausgezeichnet.